# Paul Hanlon
Paul Hanlon (Edimburgo, 20 gennaio 1990) è un calciatore scozzese, difensore del Raith Rovers.

## Carriera

### Club
Debuttò con la maglia dell'Hibernian il 12 gennaio 2008 in Coppa di Scozia contro l'Inverness in sostituzione degli infortunati David Murphy e Lewis Stevenson.
Nei successivi mesi giocò regolarmente e accettò di firmare un contratto quinquennale con il club.
Nel luglio 2008 Hanlon debuttò nelle competizioni europee, giocando in Coppa Intertoto entrambe le partite contro l'Elfsborg.
Durante la stagione 2008-2009 Hanlon accumulò poche presenze poiché Ian Murray venne scelto come terzino sinistro titolare e Paul Hanlon divenne una riserva.
Nel dicembre 2008 venne ceduto in prestito al St. Johnstone, inizialmente per un mese.
Il St. Johnstone chiese di prolungare il prestito ma l'Hibernian rifiutò e Hanlon tornò alla base.

### Nazionale
Paul Hanlon è stato il capitano della Nazionale scozzese Under-19.
Debuttò con la Nazionale scozzese Under-21 il 28 marzo 2009 contro la Nazionale albanese Under-21, partita vinta 1 a 0 dagli scozzesi.

## Statistiche

### Presenze e reti nei club
| Stagione            | Squadra          | Campionato       | Campionato | Campionato | Coppe nazionali | Coppe nazionali | Coppe nazionali | Coppe continentali | Coppe continentali | Coppe continentali | Altre coppe | Altre coppe | Altre coppe | Totale | Totale | Totale |
| Stagione            | Squadra          | Comp             | Pres       | Reti       | Comp            | Pres            | Reti            | Comp               | Pres               | Reti               | Comp        | Pres        | Reti        | Pres   | Reti   |        |
| ------------------- | ---------------- | ---------------- | ---------- | ---------- | --------------- | --------------- | --------------- | ------------------ | ------------------ | ------------------ | ----------- | ----------- | ----------- | ------ | ------ | ------ |
| 2007-2008           | Hibernian        | SPL              | 8          | 0          | -               | -               | -               |                    | -                  | -                  | -           | -           | -           | 8      | 0      |        |
| ago.-dic. 2008      | Hibernian        | SPL              | 3          | 1          | -               | -               | -               | CI                 | 2                  | 0                  | -           | -           | -           | 5      | 1      |        |
| dic. 2008-gen. 2009 | St. Johnstone    | SFD              | 2          | 0          | CS              | 1               | 0               |                    | -                  | -                  | -           | -           | -           | 3      | 0      |        |
| gen.-giu. 2009      | Hibernian        | SPL              | 4          | 0          | -               | -               | -               |                    | -                  | -                  | -           | -           | -           | 4      | 0      |        |
| 2009-2010           | Hibernian        | SPL              | 18         | 0          | CS+CdL          | 3+2             | 1+1             |                    | -                  | -                  | -           | -           | -           | 23     | 2      |        |
| 2010-2011           | Hibernian        | SPL              | 32         | 2          | CS+CdL          | 2+1             | 0               | UEL                | 1                  | 0                  | -           | -           | -           | 36     | 2      |        |
| 2011-2012           | Hibernian        | SPL              | 35         | 2          | CS+CdL          | 5+3             | 0               |                    | -                  | -                  | -           | -           | -           | 43     | 2      |        |
| 2012-2013           | Hibernian        | SPL              | 34         | 1          | CS+CdL          | 4+1             | 0               |                    | -                  | -                  | -           | -           | -           | 39     | 1      |        |
| 2013-2014           | Hibernian        | SP               | 28         | 1          | CS+CdL          | 2+2             | 0               | UEL                | 2                  | 0                  | -           | -           | -           | 34     | 1      |        |
| 2014-2015           | Hibernian        | SC               | 31+2       | 4+0        | CS+CdL          | 4+2             | 0               |                    | -                  | -                  | SCC         | 1           | 0           | 40     | 4      |        |
| 2015-2016           | Hibernian        | SC               | 29+4       | 1+0        | CS+CdL          | 5+5             | 1+0             |                    | -                  | -                  | SCC         | 1           | 0           | 44     | 2      |        |
| 2016-2017           | Hibernian        | SC               | 22         | 2          | CS+CdL          | 0+1             | 0+1             | UEL                | 2                  | 0                  | SCC         | 2           | 0           | 27     | 3      |        |
| 2017-2018           | Hibernian        | SP               | 36         | 2          | CS+CdL          | 1+3             | 0               |                    | -                  | -                  | -           | -           | -           | 40     | 2      |        |
| 2018-2019           | Hibernian        | SP               | 26         | 1          | CS+CdL          | 3+2             | 0               | UEL                | 5                  | 0                  | -           | -           | -           | 36     | 1      |        |
| 2019-2020           | Hibernian        | SP               | 30         | 2          | CS+CdL          | 5+6             | 0               |                    | -                  | -                  | -           | -           | -           | 41     | 2      |        |
| 2020-2021           | Hibernian        | SP               | 37         | 1          | CS+CdL          | 5+4             | 0+1             |                    | -                  | -                  | -           | -           | -           | 46     | 2      |        |
| 2021-2022           | Hibernian        | SP               | 24         | 0          | CS+CdL          | 2+3             | 0+1             | UECL               | 3                  | 0                  | -           | -           | -           | 32     | 1      |        |
| 2022-2023           | Hibernian        | SP               | 34         | 1          | CS+CdL          | 1+0             | 0               |                    | -                  | -                  | -           | -           | -           | 35     | 1      |        |
| 2023-2024           | Hibernian        | SP               | 21         | 1          | CS+CdL          | 1+2             | 0               | UECL               | 6                  | 0                  | -           | -           | -           | 30     | 1      |        |
| Totale Hibernian    | Totale Hibernian | Totale Hibernian | 458        | 22         |                 | 80              | 6               |                    | 21                 | 0                  |             | 4           | 0           | 583    | 27     |        |
| Totale carriera     | Totale carriera  | Totale carriera  | 460        | 22         |                 | 81              | 6               |                    | 21                 | 0                  |             | 4           | 0           | 586    | 27     |        |

### Cronologia presenze e reti in nazionale
| Cronologia completa delle presenze e delle reti in nazionale ― Scozia | Cronologia completa delle presenze e delle reti in nazionale ― Scozia | Cronologia completa delle presenze e delle reti in nazionale ― Scozia | Cronologia completa delle presenze e delle reti in nazionale ― Scozia | Cronologia completa delle presenze e delle reti in nazionale ― Scozia | Cronologia completa delle presenze e delle reti in nazionale ― Scozia | Cronologia completa delle presenze e delle reti in nazionale ― Scozia | Cronologia completa delle presenze e delle reti in nazionale ― Scozia |
| Data                                                                  | Città                                                                 | In casa                                                               | Risultato                                                             | Ospiti                                                                | Competizione                                                          | Reti                                                                  | Note                                                                  |
| --------------------------------------------------------------------- | --------------------------------------------------------------------- | --------------------------------------------------------------------- | --------------------------------------------------------------------- | --------------------------------------------------------------------- | --------------------------------------------------------------------- | --------------------------------------------------------------------- | --------------------------------------------------------------------- |
| 14-10-2020                                                            | Glasgow                                                               | Scozia                                                                | 1 – 0                                                                 | Rep. Ceca                                                             | UEFA Nations League 2020-2021 - 1º turno                              | -                                                                     | 79’                                                                   |
| Totale                                                                |                                                                       | Presenze                                                              | 1                                                                     |                                                                       | Reti                                                                  | 0                                                                     |                                                                       |

## Palmarès

### Club

#### Competizioni nazionali
- Coppa di Scozia: 1

Hibernian: 2015-2016
- Scottish Championship: 1

Hibernian: 2016-2017